# Torneo de Monastir 2022
El Jasmin Open 2022 fue un evento de tenis profesional de la WTA Tour 2022 fue parte de los eventos de la categoría WTA 250, se jugó en superficie dura. Se trató de la 1ª edición del torneo y se llevó a cabo en Monastir, Túnez a partir del 3 al 9 de octubre.

## Distribución de puntos
| Modalidad           | Campeona | Finalista | Semifinales | Cuartos de final | 2ª ronda | 1ª ronda | Clasificadas | 2ª ronda de clasificación | 1ª ronda de clasificación |
| Individual femenino | 280      | 180       | 110         | 60               | 30       | 1        | 18           | 12                        | 1                         |
| Dobles femenino     | 280      | 180       | 110         | 60               | 1        | -        | -            | -                         | -                         |

## Cabezas de serie

### Individuales femenino
| Tenista              | Ranking | Preclasificada |
| Ons Jabeur           | 2       | 1              |
| Veronika Kudermetova | 13      | 2              |
| Alizé Cornet         | 37      | 3              |
| Petra Martić         | 43      | 4              |
| Elise Mertens        | 44      | 5              |
| Anastasia Potapova   | 48      | 6              |
| Kateřina Siniaková   | 49      | 7              |
| Magda Linette        | 55      | 8              |

- Ranking del 26 de septiembre de 2022.[2]

### Dobles femenino
| Tenista                                | Ranking | Preclasificada |
| Kristina Mladenovic Kateřina Siniaková | 20      | 1              |
| Miyu Kato Angela Kulikov               | 125     | 2              |
| Kaitlyn Christian Lidziya Marozava     | 129     | 3              |
| Elena-Gabriela Ruse Viktória Kužmová   | 190     | 4              |

## Campeonas

### Individual femenino
Elise Mertens venció a  Alizé Cornet por 6-2, 6-0

### Dobles femenino
Kristina Mladenovic /  Kateřina Siniaková vencieron a  Miyu Kato /  Angela Kulikov por 6-2, 6-0